# Миреши
Миреши (на албански: Miresh или Mireshi) е село в Албания, в община Булкиза (Булчица), административна област Дебър.

## География
Селото е разположено в историкогеографската област Голо бърдо, между Вичища и Голеища на река Мирешица.

## История
Според статистиката на Васил Кънчов („Македония. Етнография и статистика“) в Миреши живеят 30 души българи мохамедани.
На Етнографската карта на Битолския вилает на Картографския институт в София от 1901 година Мирш е чисто албанско село в Дебърската каза на Дебърския санджак с 2 къщи.
След Балканската война в 1913 година Миреши попада в новосъздадена Албания. Според Димитър Гаджанов в 1916 година в Марише има 20 турци.
В 1915 година, по време на Първата световна война, селото е анексирано от Царство България. Към 1 март 1916 година Миреше е част от Горицката община на българската Дебърска околия.
До 2015 година селото е част от община Острени.